# Jugo de pomelo

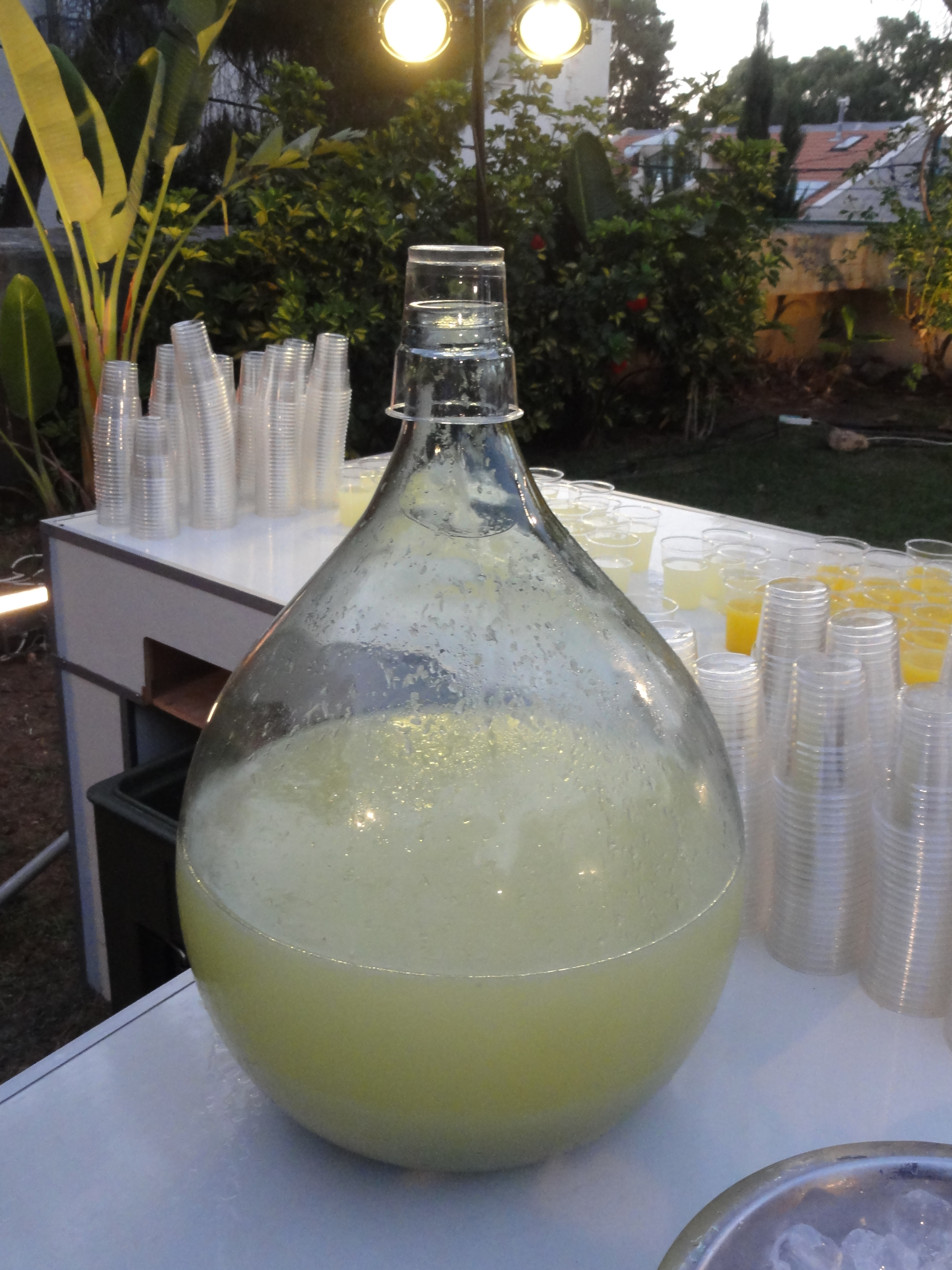
Zumo de pomelo blanco

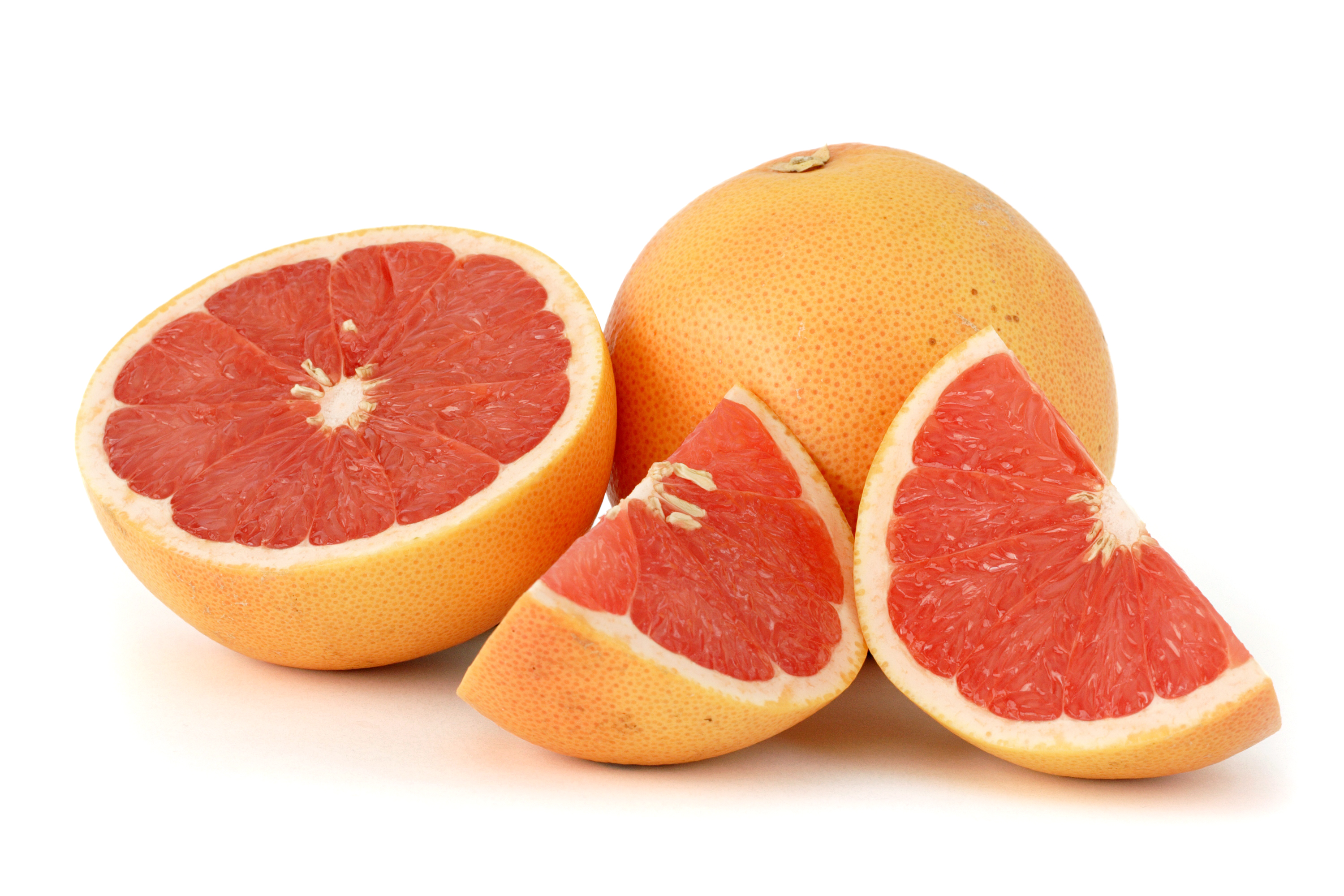
Pomelos o toronjas rosas

El jugo de toronja o zumo de pomelo es el jugo resultante de exprimir pomelos (Citrus × paradisi). Como todos los cítricos, es rico en vitamina C y su sabor varía entre dulce, ácido y un pequeño regusto amargo. Las variaciones incluyen pomelo blanco, pomelo rosa y pomelo rojo.
El jugo de pomelo es importante en la medicina debido a sus interacciones farmacológicas con muchos medicamentos comunes, incluidos la cafeína, que pueden alterar su comportamiento en el cuerpo.
El zumo de pomelo es una bebida común para el desayuno en los Estados Unidos.

## Interacciones farmacológicas
Se ha encontrado que el pomelo y su jugo interactúan con numerosas drogas, lo que en muchos casos produce efectos adversos. Esto sucede de dos maneras: una es que el pomelo puede bloquear una enzima que metaboliza la medicación, y si la droga no se metaboliza, entonces el nivel de la droga en la sangre puede llegar a ser demasiado alto, lo que lleva a un efecto adverso; El otro efecto es que la toronja puede bloquear la absorción de drogas en el intestino, y si la droga no se absorbe, entonces no hay suficiente en la sangre para tener un efecto terapéutico.
Un pomelo entero o un vaso de 200 ml de jugo puede causar toxicidad por sobredosis de drogas. Los medicamentos que son incompatibles con el pomelo generalmente lo indican en su embalaje o en el prospecto. Las personas que toman drogas pueden hacer preguntas a su proveedor de atención médica o farmacéutico sobre las interacciones entre la toronja y las drogas.

## Uso en cócteles
El jugo de pomelo se usa en varios cócteles, como en el Sea Breeze, que consiste en jugo de pomelo, vodka y jugo de arándano; También el Hemingway Special, con ron, jugo de lima y marrasquino. En el Galgo y su variante, el Perro Salado y la Mimosa de pomelo.